# 瀬木貴将
瀬木 貴将（せぎ たかまさ、1966年6月29日 - ）は、日本の音楽家・作曲家。東京都出身。血液型はB型。

## 年譜
1979年
13歳。サンポーニャ&ケーナを独学で開始。
1981年
ライブハウス中心に演奏活動を始める。
1985年
南米ボリビアに渡り演奏活動を始める。
ボリビアのレコード会社の最大手 DISCOLANDIAと契約。4枚のアルバムをリリース。
1991年
仙台でのSuper Sessionシリーズプロデュースのため一時帰国。'91年〜'94年4回開催。
1992年
村上"ポンタ"秀一、渡辺香津美、coba、福岡ユタカらとリブレクラブを結成。
1994年
全国ツアーを行ない、 ゲストにパット・メセニー・グループのペドロ・アスナールを迎える。
1995年
「VIENTO〜風の道」「ILUSION〜水のイルシオン」2枚のCDリリース。 瀬木貴将 withスーパーフレンズ全国ツアーを行なう。 南米出身の世界的アーティストであるペドロ・アスナール、トニーニョ・オルタらを迎え大きな話題となる。TV番組「ニュースステーション」「トゥナイト2」にも出演。
1996年
全国で約100本のライブを行なう。 CD「NIEVE〜雪の扉」リリース。テレビ東京系「タモリの音楽は世界だ!」、NHK「ときめき夢サウンド」に出演。
1997年
CD「LUNA〜星の旅」リリース。全国でツアーを行なう。
南米アマゾン川をカヌーで約5000km下り、大自然の中で音楽を生みだし「FOREST RAIN〜森に降る雨」をレコーディング。
1998年
CD「FOREST RAIN〜森に降る雨」リリース。
全国で約100本のライブを行う。TV番組「News23」に出演。
1999年
CD「SILENCIO〜静寂」リリース。全国で約100本のコンサートを行なう。TVCM「味の素・Cook Do」に「FOREST RAIN〜森に降る雨」から「DANCE」が使用される。アジア5カ国でCD「LUNA〜星の旅」「FOREST RAIN〜森に降る雨」「SILENCIO〜静寂」がリリースされる。
2000年
初のベスト盤「SONGS OF THE WIND」をリリース。佐山雅弘とのデュオ・ツアーを初めとするコンサートを全国で100本展開。「ビール素材厳選」TV CF曲「WONDER RAIN」リリース。ヒーリング・ミュージックコンピレーション・アルバム「PURE」にオリジナル曲が収録され40万枚を超えるヒット作となる。
2001年
ボリビアのトップミュージシャンを集めたCD「ANDES〜アンデスの風に吹かれて」リリース。レコーディングメンバーを日本に召還し、瀬木貴将withクラブアンディーノツアーを全国で展開。NHK「スタジオパークからこんにちは」出演。ポルノグラフィティ「アゲハ蝶」にフィーチャリングされる。
2002年
CD「TREE OF LIFE」リリース。全国ツアーを行う。NHK「公園通りで会いましょう」に出演。2001年に結成したリーダーバンド、ネイチャーワールドの全国ツアー等、約100本のコンサートを行う。2枚目のベスト盤「SONGS OF THE WIND2」リリース。
2003年
NHKで1年間に渡って放送されるスペシャル企画「南極プロジェクト」挿入曲に「ドライバレー」を提供。CD「大地のラグーン」リリース。コーセー、チョーヤ梅酒、「世界プチくら!」など6曲がタイアップされる。「題名のない音楽会」出演。
2004年
CD「LET'S GO SAFARI〜サファリに行こう／LAGUNA DE LA TIERRA〜大地のラグーン・スペシャル・エディション」リリース。アルゼンチンでペドロ・アスナールとの共作『ORACION〜祈り』が彼のアルバム『MUDRAS』の1曲目に収録。9月に瀬木貴将ネイチャーワールド・ボリビアツアーを行う。サンポーニャの本場で6カ所のコンサートを行う。
2005年
ファイザー製薬TVCM音楽を担当。初のDVD「LIVE IN BOLIVIA」をボリビアでリリース。北九州市で『フレンズ2005』のコンサートの音楽プロデュースを担当。押尾コータロー、川井郁子、上妻宏光などのアーティストを集める。
2006年
世界初の『世界遺産・ナスカ展』（東京国立科学博物館等全国9カ所）のテーマ音楽を担当。3月にCD「ナスカ-WONDER OF THE WORLD」リリース。7月呉市で昨年に続き、『フレンズ2006』のコンサートの音楽プロデュースを担当。坂崎幸之助、寺井尚子、溝口肇などの著名なアーティストを集めライブを行う。ペドロ・アスナールのCD『A Roar of Southern Clouds』に『ORACION 祈り』が再び1曲目に収録され、ワールドリリース。THE ALFEEのCD『ONE -Venus of Rock-』収録「夢のチカラ」に参加する。
2007年
CD「23時 アンデス行き」リリース。日本での通算10枚目のアルバム。5月飯塚市で『フレンズ2007』を開催。寺井尚子、堂島孝平、遊佐未森などのアーティストとコラボレーションする。プロデュースCD「MOON ROAD」をリリース。
2008年
『世界遺産・ナスカ展・アンコール』（東京国立科学博物館）にて3日間に渡り、ナスカの地上絵の映像をバックにコンサートを行う。6月から『MOON ROAD TOUR』を全国約20ヶ所で展開。嵐のレコーディングに参加する。
2009年
CD『SAL Y AGUA』をボリビアでリリース。日本では7月に通算18枚目となる『SICAN〜アンデスの風』をリリース。『黄金の都シカン展』（東京国立科学博物館等全国9カ所）のイメージソングを担当。
2010年
ボリビアのグラミー賞的存在の音楽大賞〈CICOMBOL 2010〉にCD『SAL Y AGUA』がベスト・インストゥルメンタル、ベスト・フュージョンの2部門からノミネートされる。ピアニストの榊原大と共にボリビア・ジャズフェスティバルに参加。 神奈川県立音楽堂にて、JTEF（トラ・ゾウ保護基金）が主催する、チャリティーコンサートに出演。絶滅寸前の野生動物保護を、音楽を通じて問いかけた。
2011年
CD『WILDLIFE〜大自然に捧ぐ』をリリース。ゲストに角松敏生を迎える。JTEF（トラ・ゾウ保護基金）にCDの売上金10%を寄付し、音楽を通じて野生動物保護にも力を注ぐ。CD『LLUVIA Y SOL』をボリビアでリリース。NHK BS1「地球テレビ エル・ムンド」、フジテレビ「僕らの音楽 Our Music」「ミュージックフェア」「FNS歌謡祭2011」に出演。
2012年
CD『マチュピチュの夜明け』リリース。「インカ帝国展・マチュピチュ発見100年」（東京国立科学博物館等全国9カ所）のテーマ音楽を担当。NHK TV BS1〈地球テレビ エル・ムンド〉、フジテレビ「僕らの音楽 Our Music」「ミュージックフェア2,400回記念」出演。作曲家として嵐「voice」提供。「るろうに剣心」TVアニメ化15周年プロジェクトのサウンドトラックに参加している。
2013年
福山雅治「誕生日には真白な百合を」にサンポーニャで参加。テレビアニメ『翠星のガルガンティア』のオリジナルサウンドトラックに参加。日本テレビ系土曜ドラマ「泣くな、はらちゃん」の音楽に参加。
2014年
フジテレビ「新堂本兄弟」にゲストミュージシャンとしてサンポーニャで参加。サンポーニャソロアルバムCD『SOLO』をリリース。実写版『魔女の宅急便』のサウンドトラックに参加。
2015年
テレビ朝日系のドラマ『出入禁止の女〜事件記者クロガネ〜』の音楽に参加。CD『THE GREAT AMAZON』をリリース。＜大アマゾン展＞（東京国立科学博物館等）のテーマ音楽を担当。
2016年
ドナート・エスピノーサ（サビア・アンディーナのメンバー）と瀬木との共作「Cerca de tu corazon」が、ボリビア文化庁主催の「エドゥアルド・アバロア賞」フォルクローレ部門ベストソング賞の第3位に入賞。
2017年
NHK大河ドラマ『おんな城主 直虎』の音楽に参加。
2018年
瀬木本人が自ら撮影した大自然、秘境の映像を液晶に映し出し音楽と映像をコラボレーションを実現させた『瀬木貴将・ソロパフォーマンス〜秘境の音楽』を全国各地でライブ展開。これまでにないライブスタイルでシグネチャーサウンドを確立する。野生動物保護基金＜JTEF＞（トラゾウ保護基金）からも3年連続感謝状を授与され、JTEFの『野生動物保護大使』に任命される。
2019年
瀬木貴将・ソロパフォーマンス中心に全国各地でライブを展開。野生動物保護活動にも力を注ぎ＜JTEF＞（トラゾウ保護基金）から4年連続感謝状を授与される。
2020年
CD『360°』（スリーシクスティ）をポニーキャニオンからリリース。ドローンを駆使した南米・アフリカの絶景映像を撮影しMVを制作。
2021年
＜瀬木貴将・ソロパフォーマンス～秘境の音楽 360°＞配信コンサートを行い好評を得る。そして全くの無伴奏スタイルで＜ソロで奏でる！＞コンサートを実現する。

## ディスコグラフィ

### アルバム
- UNA ZAMPONA PARA EL MUNDO（1990年）／ボリビア盤(LP)日本未発売
- CRISTAL（1991年）／ボリビア盤(LP)日本未発売
- JATUN RUNA（1991年）／ボリビア盤(LP)日本未発売
- CAMINO ADELANTE（1993年）／ボリビア盤(LP)日本未発売
- VIENTO〜風の道（1995年3月22日）
- ILUSION〜水のイルシオン（1995年11月8日）
- NIEVE〜雪の扉（1996年11月25日）
- LUNA〜星の旅（1997年1月25日）
- FOREST RAIN〜森に降る雨（1998年3月1日）
- SILENCIO〜静寂（1999年5月8日）
- SONGS OF THE WIND〜ベスト盤／初期作品集（2000年5月21日）
- ANDES〜アンデスの風に吹かれて（2001年3月28日）
- TREE OF LIFE（2002年6月21日）
- SONGS OF THE WIND 2〜ベスト盤（2002年11月27日）
- LAGUNA DE LA TIERRA〜大地のラグーン（2003年9月3日）
- EUROPE〜哀愁のヨーロッパ〜（2003年11月5日）
- LET'S GO SAFARI〜サファリに行こう／LAGUNA DE LA TIERRA〜大地のラグーン・スペシャル・エディション（2004年1月1日）
- ナスカ-Wonder of the world- （2006年3月18日）
- 23時 アンデス行き（2007年5月23日）
- MOON ROAD（2007年12月15日）
- SAL Y AGUA（2009年4月ボリビア、2009年7月8日国内）
- SICAN〜アンデスの風〜（2009年7月8日）
- LLUVIA Y SOL（2011年5月9日ボリビア、2011年9月26日国内）
- WILDLIFE（2011年5月26日）
  - ゲストに角松敏生を迎える。
  - アルバム売上の10％をNPO法人トラ・ゾウ保護基金（JTEF）に寄付。
- マチュピチュの夜明け〜インカ帝国展イメージアルバム〜（2012年4月4日）
- SOLO（2014年6月26日）
- THE GREAT AMAZON（2015年3月14日）
- 360°（スリーシクスティ）（2020年5月20日）

### シングル
- 瀬木貴将＋井上鑑 WONDER RAIN〜麒麟素材厳選CM曲（2000年7月19日）

### DVD
- 瀬木貴将ネイチャーワールド／LIVE IN BOLIVIA DVD（2005年5月1日発売）

### 参加作品（コンピレーション・アルバム）
- pure（2000年9月20日発売）
- pure2（2001年5月30日発売）
- pure4（2004年3月24日発売）
- NEW ASIA II（2003年2月26日発売）
- ANTARCTICAコンピレーション（2003年4月16日発売）
- Asian Standards（2003年9月26日発売）
- feel5（2004年2月25日発売）

## CM
- チョーヤ梅酒（2003年）
- コーセー（2003年）
- 日清食品「カップヌードル／NEW ENGLAND編」（2008年）
- パイオニア
- オーネット

## テレビ
- 題名のない音楽会（2003年、テレビ朝日）
- 2011 FNS歌謡祭（2011年、フジテレビ）
- ミュージックフェア（2011年、2012年フジテレビ）
- 僕らの音楽 Our Music（2011年、フジテレビ）
- 地球テレビ エル・ムンド（2011年、2012年NHK）
- ミュージックステーション（2013年、テレビ朝日）
- 堂本兄弟（2014年2月23日、フジテレビ）

## その他
- 「お台場フォーク村 日本武道館前夜祭」- 憂歌団再結成?-（2011年）